# Kurzyna Średnia
Kurzyna Średnia (do 1939/1947 Rauchersdorf) – wieś w Polsce położona w województwie podkarpackim, w powiecie niżańskim, w gminie Ulanów. Kurzyna Średnia graniczy z: Kurzyną Małą, Kurzyną Wielką, Golcami, Dąbrówką i Dąbrowicą.

## Części wsi
| SIMC    | Nazwa      | Rodzaj     |
| ------- | ---------- | ---------- |
| 0809256 | Podgranica | przysiółek |

## Historia
W II Rzeczypospolitej zarządzeniem ministra spraw wewnętrznych z 4 maja 1939 ustalono dla miejscowości Rauchersdorf nazwę Kurzyna Średnia. Nazwę gromady Rauchersdorf zmieniono na Kurzyna Średnia dopiero po wojnie, 30 maja 1947.
10 lipca 1943 Wehrmacht i SS spacyfikowały wieś. Z wsi Kurzyna Mała, Średnia i Wielka wywieźli 50 mieszkańców do obozu w Budzyniu, a następnie część do obozu w Majdanku a część na roboty przymusowe do Niemiec. W czasie pacyfikacji Niemcy spalili zabudowania Marcina Garbacza i Józefa Siembidy.
W latach 1954–1972 wieś należała i była siedzibą władz gromady Kurzyna Średnia. W latach 1975–1998 miejscowość administracyjnie należała do województwa tarnobrzeskiego.
Wieś jest siedzibą rzymskokatolickiej parafii św. Marii Magdaleny, dlatego znajduje się tam drewniany kościół pod wezwaniem św. Marii Magdaleny. Drugim patronem kościoła jest św. Mikołaj. W odległości około 500 metrów od kościoła, przy drodze z Kurzyny Średniej w kierunku Golców znajduje się wpisany w 1988 roku do rejestru zabytków cmentarz parafialny.
W Kurzynie Średniej jest szkoła podstawowa i ośrodek zdrowia.

## Gospodarka
We wsi Kurzyna Średnia ulokowanych jest kilka małych tartaków drzewnych. Głównymi pracodawcami są również Zespół Szkół w Kurzynie Średniej, niepubliczny zakład opieki zdrowotnej, sklep państwowy, sklep prywatny mieszczący się w dawnej mleczarni oraz sklep budowlany w dawnym PGR.